# Helmut Schüller
Helmut Schüller nasceu em 24 de dezembro de 1952, em Viena, capital da Áustria.
Entre 1963 e 1971, estudou no Seminário Menor Hollabrunn e depois estudou teologia na Universidade, onde se graduou em 1977.
Após sua ordenação, ele trabalhou a partir de 1977 como capelão e professor de religião em escolas secundárias. Em 1981, foi ordenado como capelão diocesano da juventude em Viena.
Entre 1986 e 1995, esteve a serviço da Caritas: entre 1988 e 1991, exerceu a função de diretor da Caritas em Viena, e, a partir de 1991, passou a presidir a Caritas em toda a Áustria. Em decorrência desse trabalho, recebeu o título de monsenhor, em 1991.
Entre 1995 e 1999 foi Vigário Geral da Arquidiocese de Viena, de onde foi afastado em 1999 por causa "profundo desacordo" com o Cardeal Christoph Schönborn.
Entre 1996 a 2005, dirigiu um serviço destinado a prestar assistência às vítimas de abusos sexuais, vinculado à Arquidiocese de Viena.
Também merece destaque sua ação em favor dos refugiados e pelas críticas à política de asilo do governo austríaco, sendo um dos iniciadores da ação: "Vizinho que Sofre".
Em 2006, apresentou em conjunto com o padre Udo Fischer, um manifesto contra o aumento das fusões paroquiais, e fundou, juntamente com outros padres, a Iniciativa dos Párocos Austríacos, que buscava medidas para solucionar o problema do encolhimento do sacerdócio, a fusão de paróquias e as excessivas pressões que são postas sobre o número cada vez menor de párocos.
Em 2011, exercia as funções de capelão universitário e de assistente espiritual da Associação Acadêmica Católica da Arquidiocese de Viena.

## Apelo à Desobediência
No dia 29 de novembro de 2012, o Vaticano informou que retirou de Schüller o direito de usar o título de monsenhor, no entanto, a sanção não impediu Schüller continuar a exercer o sacerdócio. A punição decorreu de manifestações de Schüller contra a obrigatoriedade do celibato sacerdotal e favoráveis ao exercício do sacerdócio por mulheres. Após a punição, Schüller declarou à imprensa austríaca que a decisão do Vaticano não atingiu seus princípios.
A punição decorreu da atuação de Schüller como um dos autores do "Apelo à desobediência", que teria o apoio de pelo menos 425 dos 3.800 padres da Áustria, e de 70% dos católicos austríacos. O manifesto foi publicado em junho de 2011 e surgiu em meio a uma forte crise da Igreja Católica na Áustria, que entre 2011 e 2012, perdeu cerca de 150.000 adeptos, muitos deles escandalizados pelos abusos sexuais. Segundo Schüller, a publicação: "teve início a partir da profunda tristeza diante do futuro das comunidades paroquiais".
Schüller, também afirma que a sua preocupação mais grave seria o fato de que a falta de padres católicos estaria privando os católicos batizados do acesso à Eucaristia.
Além de ser favorável à existência de sacerdotes católicos não celibatários e da ordenação sacerdotal de mulheres, o manifesto é favorável ao acesso à comunhão para católicos divorciados que voltaram a contrair matrimônio e para católicos homossexuais, pois entende que a Eucaristia não deve ser um "instrumento de sanções". Outro aspecto das ideias defendias por Schüller, é a defesa da democratização das instituições eclesiais, o que inclui uma maior participação dos leigos.
Antes da publicação do "Apelo à desobediência", os católicos reformistas austríacos desafiaram, durante décadas, as políticas conservadoras do Papa Bento XVI e de seu antecessor (João Paulo II), criando movimentos de protesto e defendendo mudanças que o Vaticano sempre rejeitou.
Depois que publicou o "Apelo à desobediência", Schüller se encontrou com clérigos reformistas da Áustria, da Alemanha, da Irlanda e dos Estados Unidos, que defendem mudanças semelhantes na Igreja Católica..
No verão de 2013, viajou para os Estados Unidos da América, para proferir palestras em diversas cidades. A turnê foi promovida por dez organizações católicas progressistas, incluindo: Future Church, Call to Action, Dignity USA e Voice of the Faithful.